# Mærsk A-Klasse (1975)
Die Mærsk A-Klasse oder Adrian Mærsk-Klasse war eine Mitte der 1970er Jahre gebaute Baureihe von neun Containerschiffen der dänischen Reederei A.P. Møller-Mærsk.

## Geschichte
Die Baureihe wurde im Frühjahr 1973 von der in Kopenhagen ansässigen Reederei Maersk Line bestellt. Sechs Einheiten entstanden auf der Hamburger Werft Blohm + Voss, für die dieser Auftrag über 500 Millionen Mark der bis dahin größte ihrer Geschichte war. Weitere drei Einheiten wurden von den Flender-Werken in Lübeck gebaut. Der Bau der Schiffe begann ab Anfang 1974, die ersten Ablieferungen folgten im Jahr darauf. Der Bauauftrag setzte den 1963 mit dem Semicontainerschiff Tobias Mærsk begonnenen und 1973 mit dem ersten Vollcontainerschiff Svendborg Mærsk fortgesetzten Umbau der Mærsk-Flotte von Stückgutfrachtern zu Containerschiffen fort. Eingesetzt wurden die Schiffe im Fernost-USA-Dienst.

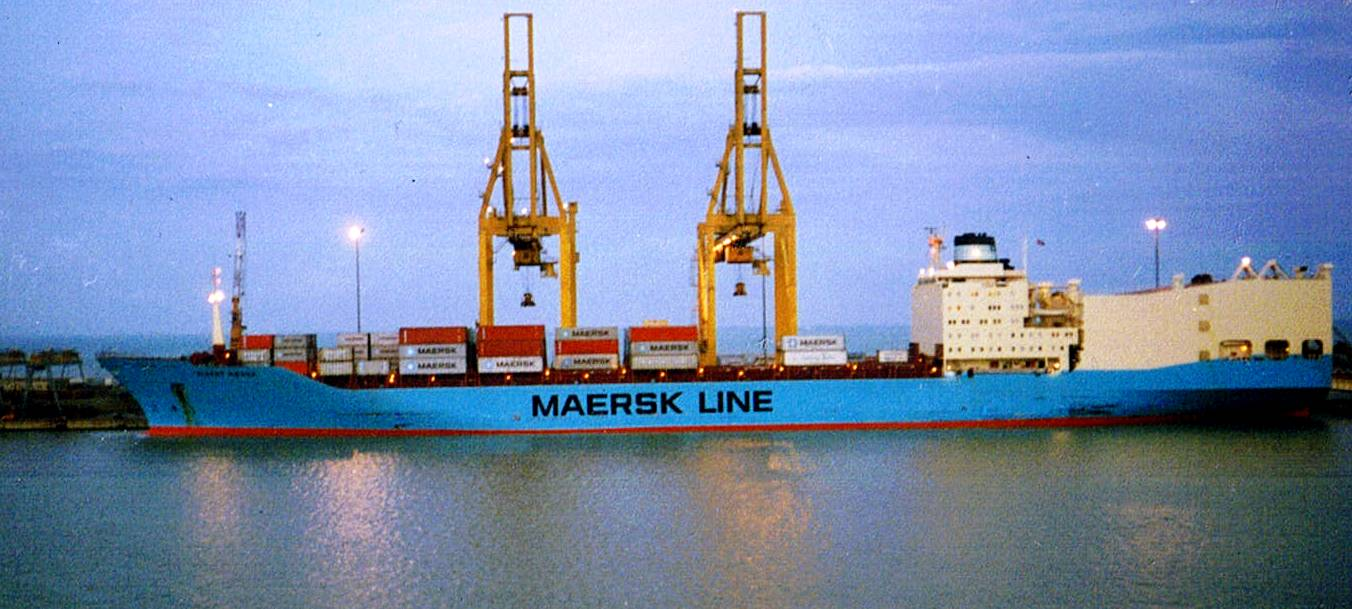
Die Albert Maersk 1992 in Algeciras

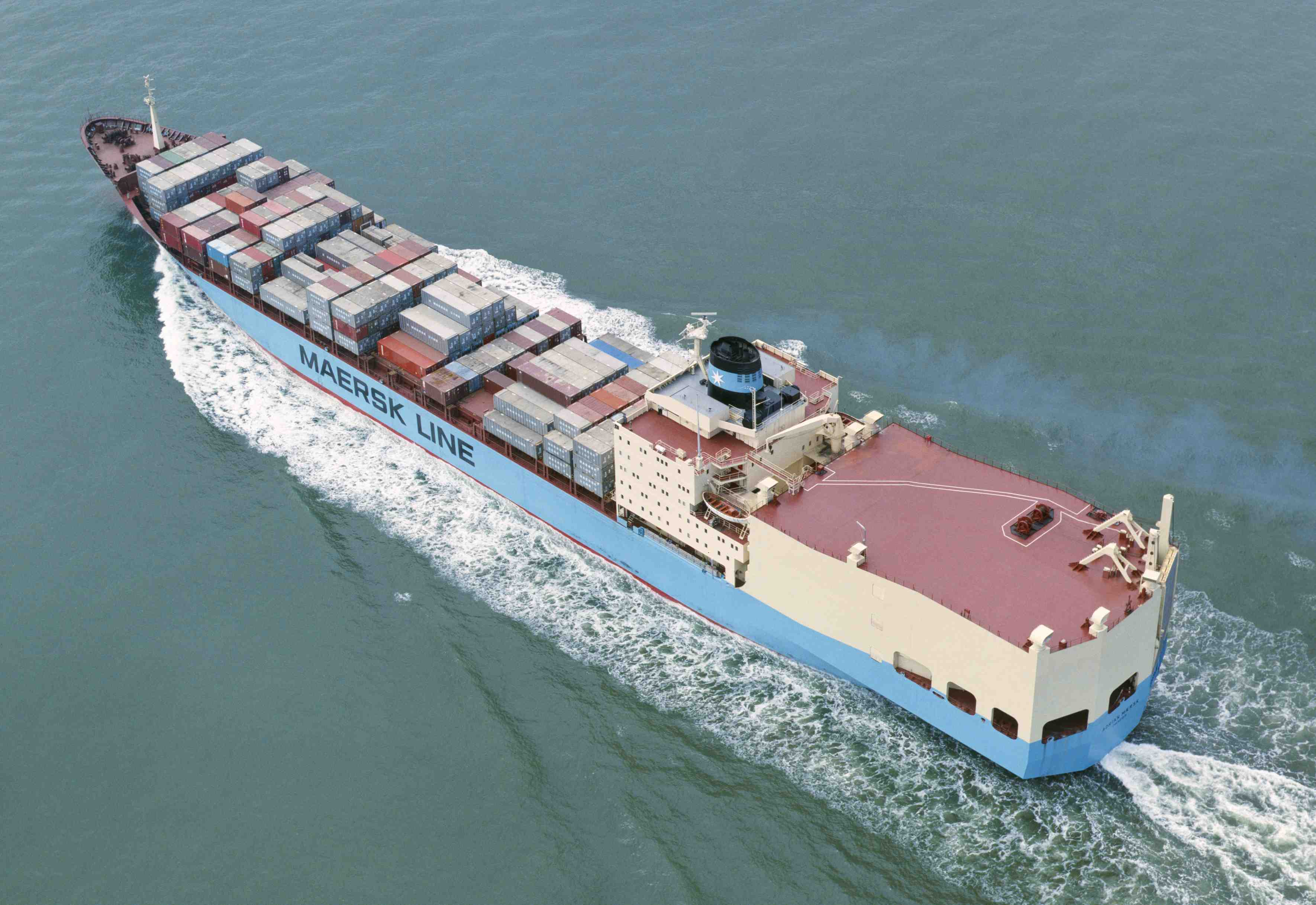
Die umgebaute Adrian Maersk

Die A-Klasse-Schiffe waren beim Bau mit einer Getriebeturbinenanlage ausgestattet, die eine Geschwindigkeit von 25,3 Knoten ermöglichte. Sie zählten nicht zu den größten Schiffen ihrer Art, sondern waren ungefähr so groß wie Containerschiffe der zweiten Generation. Anfangs  verfügten die Schiffe über eine Kapazität von 1984 TEU bei 227 Kühlcontaineranschlüssen; 1978 wurden alle Schiffe um eine vor dem Deckshaus ansetzende 40-Fuß-Container-Sektion verlängert, um die Kapazität zu erhöhen.

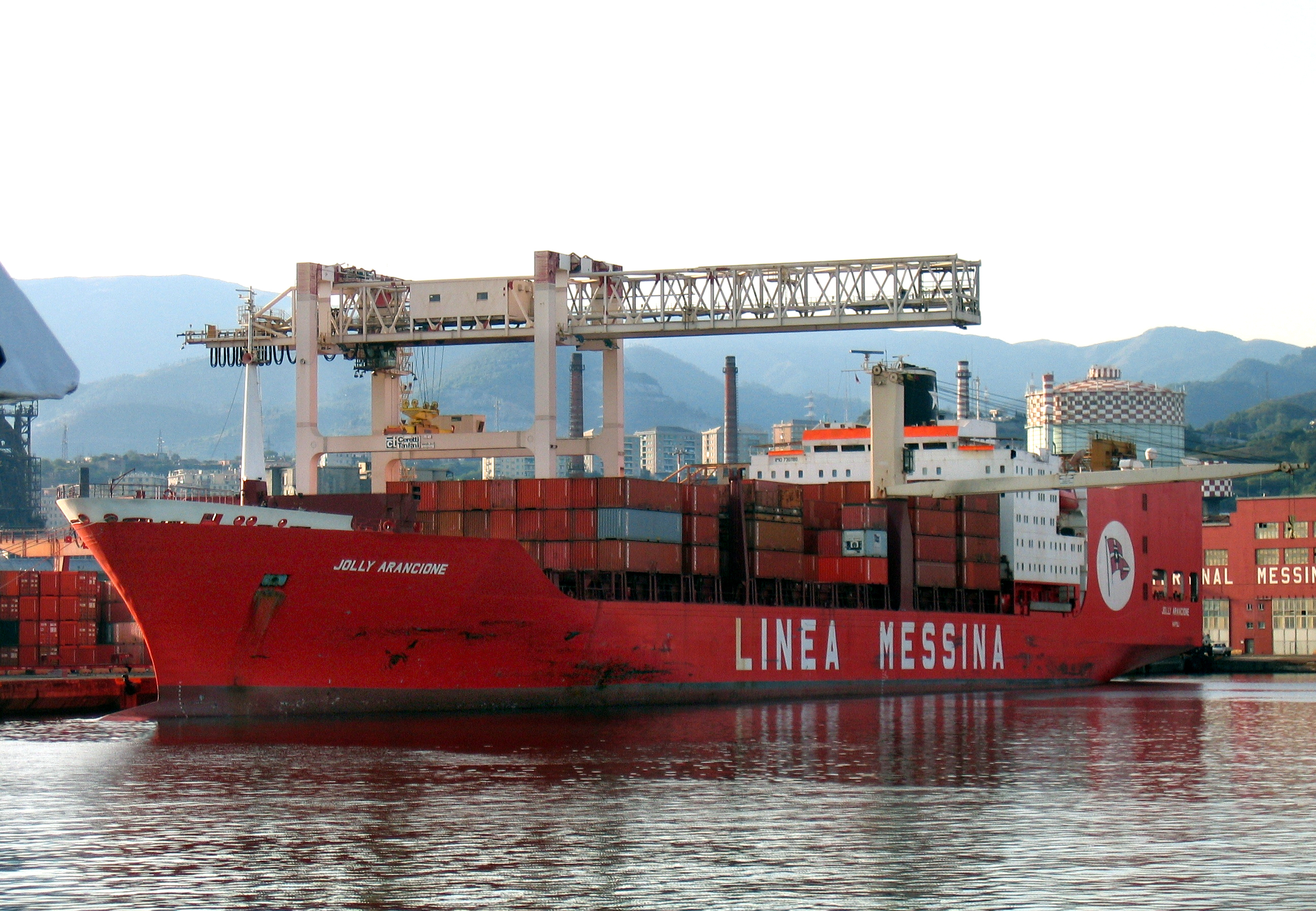
Die Jolly Arancione

In den Jahren 1983 bis 1985 durchliefen die neun Schiffe eine weitere Serie von bemerkenswerten Umbauten. Die bei Blohm + Voss gebauten Einheiten wurden im Neunwochenrhythmus nacheinander in Japan mit Dieselantriebsanlagen versehen und um eine weitere 40-Fuß-Container-Mittschiffssektion verlängert. Als erstes Schiff traf die Arthur Mærsk am 16. Juni 1983 bei der Werft Hitachi Zosen in Innoshima zum Umbau ein. Das alte Achterschiff wurde abgetrennt und durch ein vorher komplett neu erstelltes Achterschiff mit Maschinenanlage ersetzt. Der fertige Umbau wurde als Neubau Arthur Mærsk wieder in Fahrt gesetzt. Das verbliebene Achterschiff wurde mit einer Dieselmotorenanlage versehen, um eine 40-Fuß-Sektion verlängert und mit einem weiteren Vorschiff zusammengefügt. So wurden auch die restlichen der reinen Containerschiffsumbauten auseinander geschnitten, mit einem vorbereiteten „fremden“ Dieselmotor-Achterschiff zusammengesetzt, wobei das zurückbleibende Achterschiff die Basis für den nächsten Motorumbau bildete. Nach Abschluss des letzten Umbaus wurde das verbleibende letzte Achterschiff noch einige Zeit aufgelegt und später verschrottet. Normalerweise verbleibt der Name bei solchen Umbauten beim Achterschiff; hier erhielten die so umgebauten Schiffe jeweils den Namen des angesetzten Vorschiffes. Das bei Flender gebaute Trio versah man ebenfalls mit einem neuen Dieselmotorenantrieb. Diese drei Schiffe behielten dabei ihre Achterschiffe und Baunamen und erhielten bei gleichem Motorengrundtyp einen Achtzylinder statt eines Zehnzylinders.
Die umgebauten Schiffe aus den ursprünglichen Blohm + Voss Einheiten mit den Baunummern 887 und 892 sowie zwei der drei Flender-Bauten erhielten jeweils zusätzlich einen achteren RoRo-Aufbau, der 1500 Spurmeter Platz für rollende Ladung bot.
1999 und 2002 wurden die ersten Schiffe der Serie verschrottet, fünf weitere folgten in den Jahren 2008 bis 2010. Die letzten beiden Schiffe blieben für die italienische Reederei Ignazio Messina & C. in Fahrt und wurden Ende 2014 und Anfang 2015 verschrottet.

## Zwischenfälle

### Dampfkesselexplosion derAnders Maerskbeim Bau
Am Abend des 9. Januar 1976, acht Tage vor einer geplanten Probefahrt, explodierte um 18:13 der sechs Meter hohe Stahlkessel, explosionsartig entwich 300 °C heißer Wasserdampf. Von den rund 50 Männern an Bord starben zwölf sofort, 29 erlitten schwere Verbrühungen oder Verletzungen durch umherfliegende Metallteile.
Die Verletzten wurden vom Werftgelände der Blohm + Voss-Werft auf der Insel Steinwerder durch den alten Elbtunnel in die Krankenhäuser Altona, St. Georg und das Hafenkrankenhaus gebracht, dort erlagen weitere 15 Arbeiter ihren schweren Verletzungen. Insgesamt starben bei dem Unglück 27 Arbeiter.
Die Ursache konnte nicht eindeutig bestimmt werden, auch weil der zuständige Sicherheitsingenieur und weitere Fachleute bei der Explosion  starben. Gutachter vermuteten, dass durch eintropfendes Dieselöl in den Kessel ein Gas-Luft-Gemisch entstand, das sich in den Kesselrohren entzündete.
Die Staatsanwaltschaft Hamburg stellte das Ermittlungsverfahren wegen fahrlässiger Tötung Ende Februar 1978 ein; ein Verschulden der Werft konnte nicht festgestellt werden. Die Anders Maersk wurde mit sechsmonatiger Verspätung an die Reederei ausgeliefert.

### Kollision derJolly Neroin Genua
Am 7. Mai 2013 rammte die Jolly Nero – ex Axel Mærsk – im Hafen von Genua den 54 Meter hohen Kontrollturm, der zusammen mit einem angrenzenden auf Stelzen errichteten Verwaltungsgebäude einstürzte. Dabei starben neun Menschen, weitere vier wurden teils schwer verletzt.

## Die Schiffe
| Maersk A-Klasse | Maersk A-Klasse      | Maersk A-Klasse | Maersk A-Klasse | Maersk A-Klasse |
| Bauname         | Bauwerft / Baunummer | IMO-Nummer      | Ablieferung     | Spätere Namen und Verbleib |
| --------------- | -------------------- | --------------- | --------------- | --- |
| Adrian Mærsk    | Blohm + Voss / 887   | 7361180         | August 1975     | Dezember 1984 Umbau mit Vorschiff der Albert Mærsk → wieder in Fahrt als Albert Mærsk, 1995 → Ltc Calvin P. Titus, 1999 → Maersk Arizona, 2006 → Jolly Arancione, ab 8. November 2014 in Alang verschrottet |
| Arnold Mærsk    | Flender / 609        | 7361336         | November 1975   | 1995 → Maersk Newark, 1999 → Newark, ab 18. Februar 1999 in Alang abgebrochen |
| Albert Mærsk    | Blohm + Voss / 888   | 7361192         | Dezember 1975   | Dezember 1984 Vorschiff nach Umbau → Adrian Mærsk, Achterschiff verschrottet |
| Anna Mærsk      | Blohm + Voss / 889   | 7361207         | Dezember 1975   | Mai 1984 Umbau mit Vorschiff der Axel Mærsk → wieder in Fahrt als Axel Mærsk, 1998 → Maersk Barcelona, 2009 → Barcelona, ab 18. Februar 2009 in Gadani abgebrochen                                          |
| Alva Mærsk      | Flender / 610        | 7361348         | März 1976       | 1995 → Maersk Vancouver, 1998 → Vancouver, 1998 → MSC Antwerp, 2003 → Maersk Bilbao, 2005 → MSC Antwerp, ab 26. Mai 2009 in Alang abgebrochen                                                               |
| Arthur Mærsk    | Blohm + Voss / 891   | 7361221         | April 1976      | November 1983 Umbau mit Vorschiff der Anders Mærsk → wieder in Fahrt als Anders Mærsk, 1998 → Maersk Brisbane, 2008 → Brisbane Maru, ab November 2008 in Chittagong verschrottet                            |
| Axel Mærsk      | Blohm + Voss / 892   | 7361233         | Mai 1976        | September 1984 Umbau mit Vorschiff der Adrian Mærsk → wieder in Fahrt als Adrian Mærsk, 1995 → Sp5 Eric G. Gibson, 1999 → Maersk Alaska, 2006 → Jolly Nero, ab 7. Januar 2015 in Alang abgebrochen          |
| Anders Mærsk    | Blohm + Voss / 890   | 7361219         | August 1976     | Februar 1984 Umbau mit Vorschiff der Anna Mærsk → wieder in Fahrt als Anna Mærsk, → Maersk Bahrain, → Ankara, Abbruch 2009 in Indien                                                                        |
| Arild Mærsk     | Flender / 611        | 7361350         | August 1976     | 1995 → Maersk Houston, 1998 → Houston, ab April 2002 in China abgebrochen |
| Arthur Mærsk    | Hitachi / -          | 8317485         | August 1983     | Neues Achterschiff mit Vorschiff der Arthur Mærsk, 1998 → Maersk Belawan, 2008 → Bella 1, ab Mai/Juni 2010 bei Jiangmen Yinhu Shipbreaking in Xinhui verschrottet                                           |